# Calle de Preciados
Preciados es una calle de Madrid. Comienza en la Puerta del Sol y termina en la plaza de Santo Domingo, pasando por Callao, donde hace un quiebro. Se trata una calle con diversos locales comerciales y  ocupa el quinto puesto de las calles del mundo donde es más caro el alquiler. Es famosa por la presencia de El Corte Inglés y otras franquicias internacionales.

## Historia

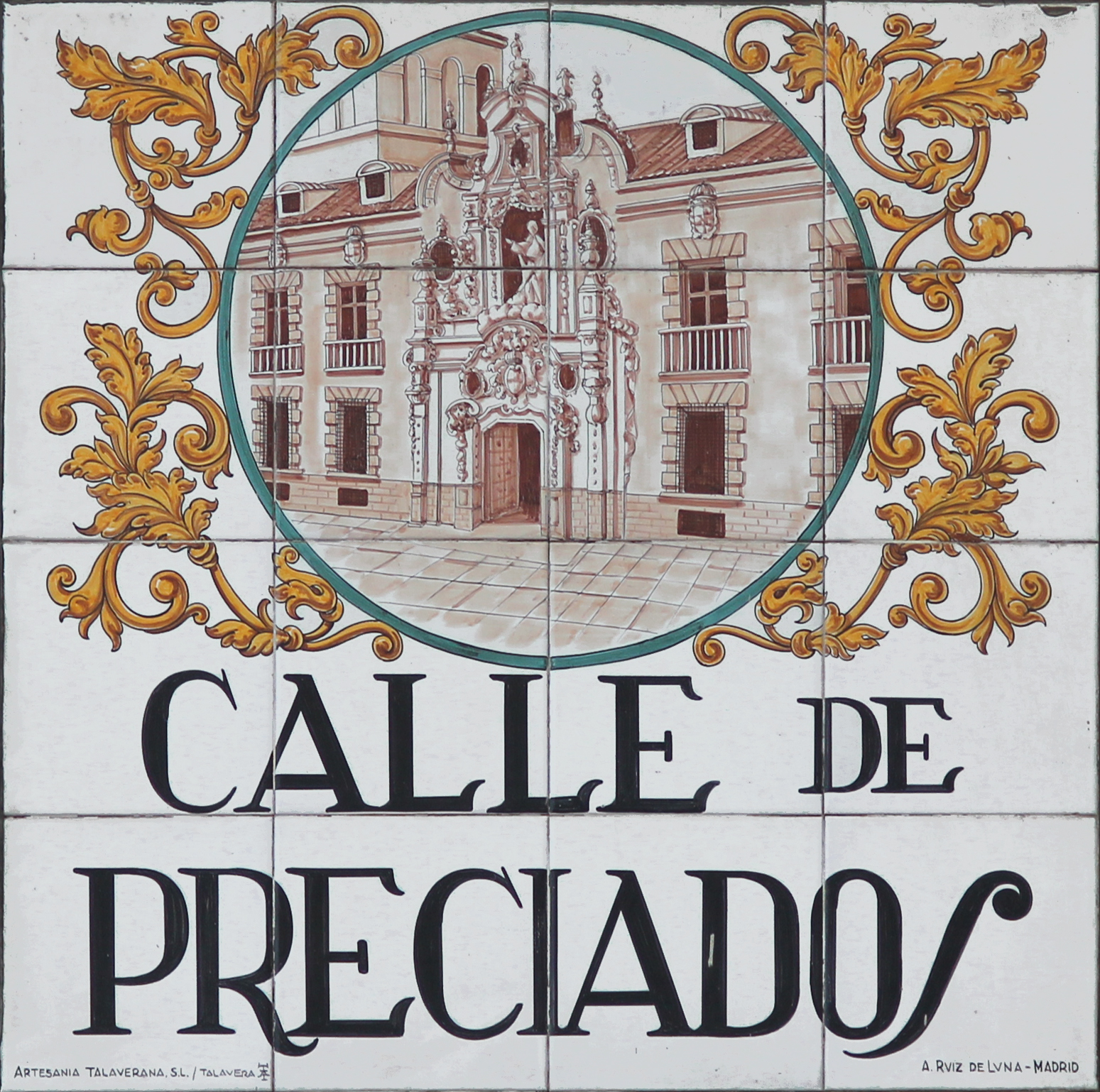
Placa de la calle, del ceramista Alfredo Ruiz de Luna.

Su nombre proviene de haber tenido en ella su residencia dos hermanos apellidados Preciado, de oficio almotacenes. En 1943 el empresario Pepín Fernández emprendió sus actividades comerciales en esta céntrica vía abriendo uno de los primeros centros comerciales madrileños, Galerías Preciados, que tomó el nombre de la calle. En esta calle desde mediados del siglo XIX se encontraba el Centro Numismático Matritense (casa de cambio). En la calle se encontraba el café Varela, local emblemático de los siglos XIX y XX, frecuentado por Miguel de Unamuno, Emilio Carrerè y los hermanos Machado, entre otros.
En 1973, y junto con la vecina calle del Carmen, fue una de las primeras vías peatonales de la capital de España.